# Kępice
Kępiceⓘ (até 1946 Businko, em cassúbio: Kãpice, em alemão: Hammermühle) é uma cidade localizada no norte da Polônia. Pertence à voivodia da Pomerânia, no condado de Słupsk, localizada na borda do planalto de Polanowska, no vale do rio Wieprza. É a sede da comuna urbano-rural de Kępice. Entre 1975 e 1998, a cidade pertenceu administrativamente à voivodia de Słupsk.
Historicamente, Kępice está ligada à Pomerânia Ocidental.
A cidade é cercada pelas florestas de Słupsk.
Há vários lagos na área, por exemplo, o Obłęskie, o Kryształek (um nome dialetal devido à água muito clara), Łętowo, lago Korzybie, Przyjezierze, Nakło. O rio Wieprza atravessa a cidade.
Estende-se por uma área de 6,1 km², com 3 254 habitantes, segundo o censo de 31 de dezembro de 2024, com uma densidade populacional de 533 hab./km².

## Toponímia
O Conselho da Língua Cassúbia propõe a forma cassúbia do nome Kãpice.

## História

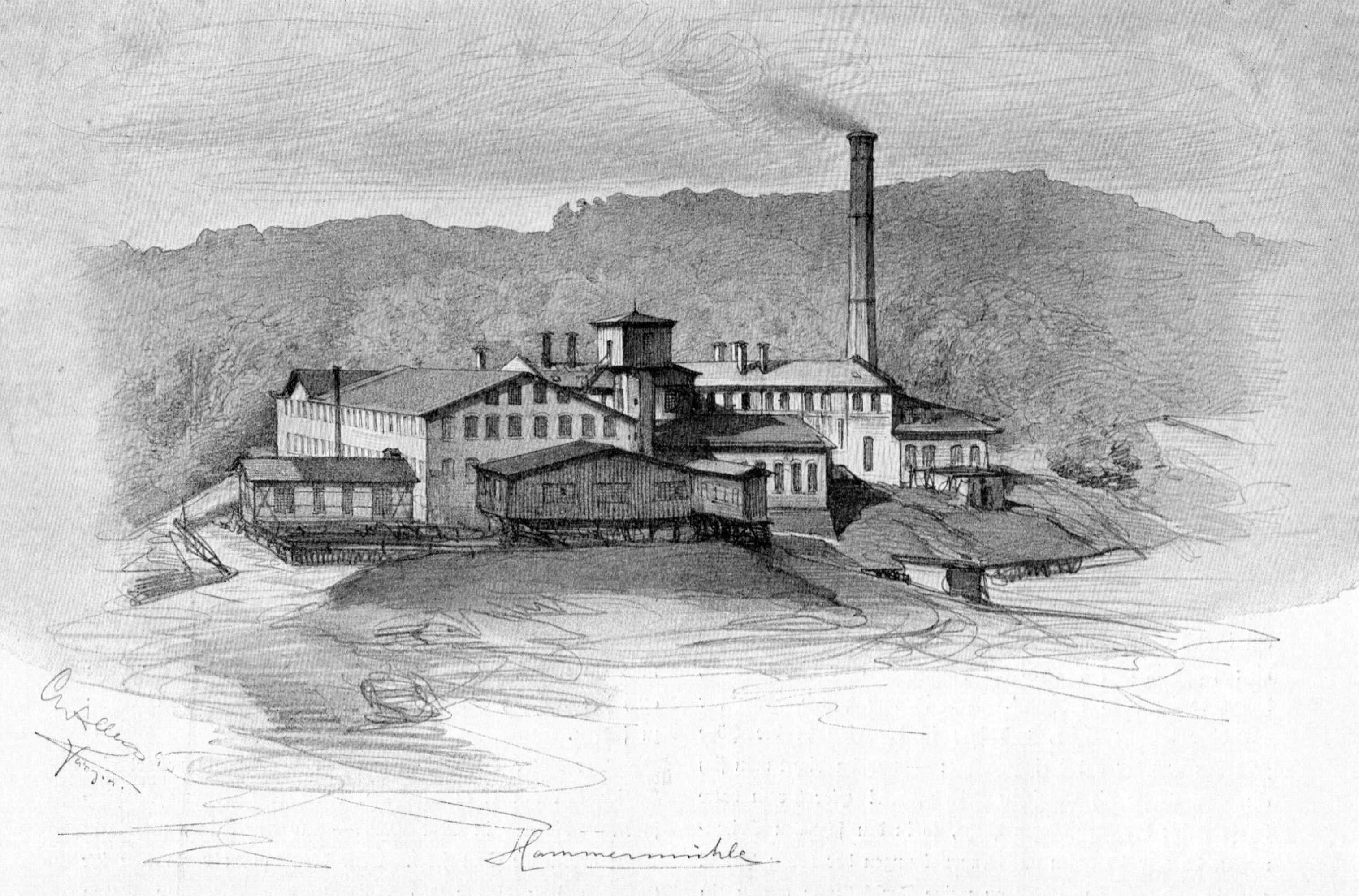
Kępice, por volta de 1890

Nos séculos X e XII, abaixo da fábrica de curtume na curva do rio Wieprza, havia um assentamento fortificado, cujo contorno das muralhas permanece. Durante séculos, essa foi uma área selvagem. O desenvolvimento acelerado do assentamento começou na segunda metade do século XIX.
Havia uma ferraria no vale do Wieprza, a leste de Warcino. Em 7 de julho de 1867, o então primeiro-ministro prussiano Otto von Bismarck comprou a propriedade de Warcino de Werner Ewald von Blumenthal, graças a uma doação de 400 000 táleres recebida após a vitória na Guerra Austro-Prussiana. Em 1868, Bismarck mandou construir uma fábrica de papel no rio Wieprza, a “Papierfabrik Hammermühle”. Em seguida, foi construída uma fábrica maior em Kruszka (Fuchsmühle). Essas fábricas de papel, que a partir de 1889 passaram a operar sob o nome “Varziner Papierfabrik A.G.”, tornaram-se a maior empresa industrial da Pomerânia Oriental Alemã e uma importante produtora de cédulas de dinheiro. Novos conjuntos habitacionais foram construídos ao lado das fábricas. Com a conclusão da linha ferroviária de Szczecinek, passando por Miastko até Słupsk, a cidade ganhou uma estação ferroviária e uma conexão com a linha Sławno-Bytów através de Korzybie, localizada a 7 km ao norte. Em 1898, Wilhelm von Bismarck, filho do chanceler do Reich e superintendente da Prússia Oriental, tornou-se o novo proprietário. Após sua morte, a propriedade de Warcino foi herdada por seu único filho, Wilhelm Nikolaus von Bismarck (1896–1940).
Depois de 1890, foram instaladas estações de energia hidrelétrica para a fábrica de papel e a serraria. Em 1918, havia um sistema de quatro estações de energia no rio Wieprza: em Kępka (Kampmühle), Kruszka (Fuchsmühle), Biesowice (Beßwitz) e Kępice (Hammermühle). Todas elas, com exceção da usina de Kepka (hoje um monumento), foram destruídas durante a Segunda Guerra Mundial.

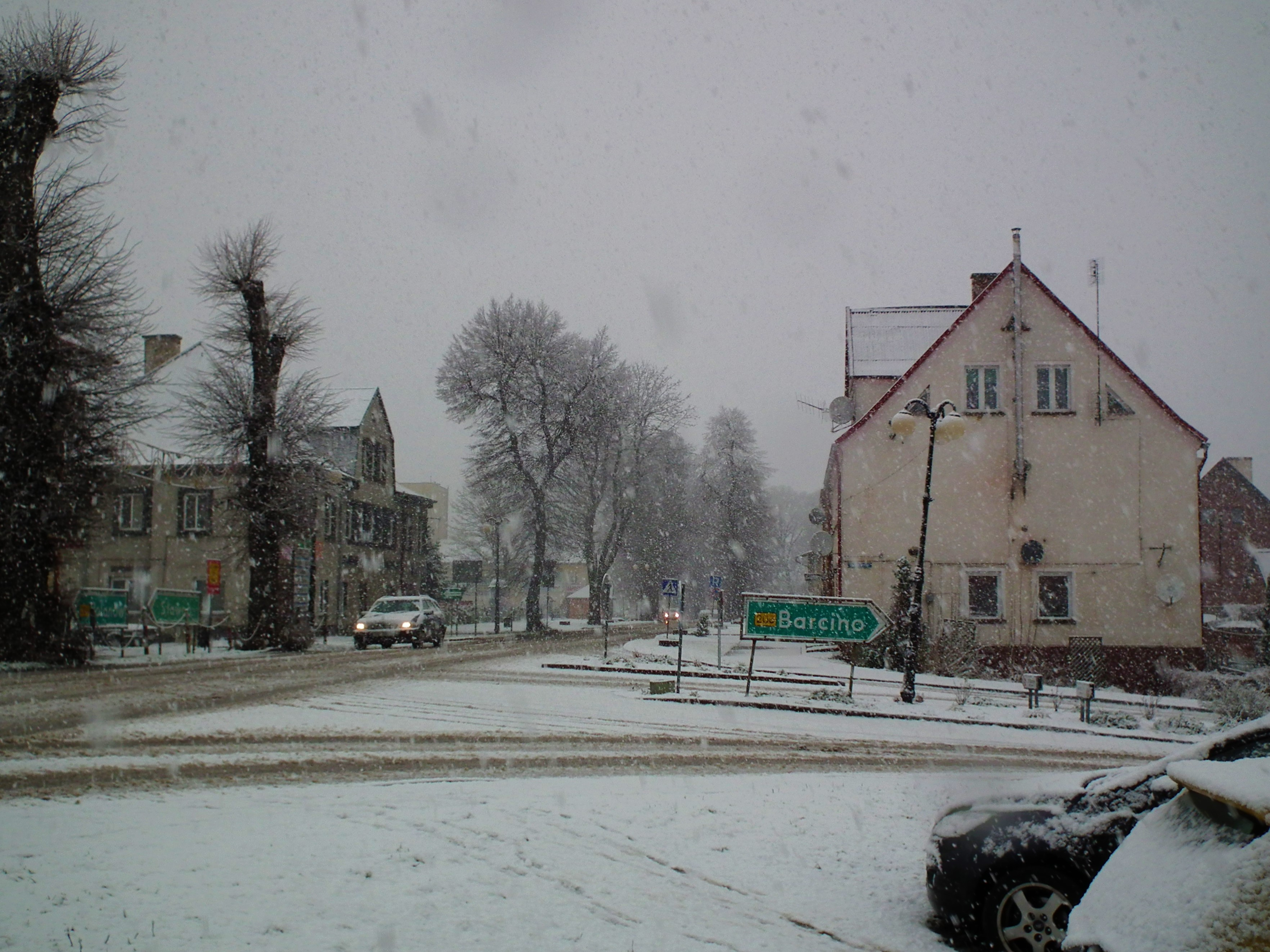
Centro da cidade de Kępice no inverno de 2020

Como resultado de uma reforma administrativa em 1928, os assentamentos na área de Varziner Flur, ou seja, Kruszka, Kępice, Kępka e a estação ferroviária, foram reunidos em uma única comuna no condado de Miasteczko com o nome de Kępice. Mais e mais pessoas encontraram emprego na indústria. O número de habitantes aumentou para 2 169 em 1939.
Durante a Segunda Guerra Mundial, muitos poloneses trabalharam como mão de obra forçada nas fábricas de papel. Eles produziram dólares americanos e libras esterlinas falsificados para desestabilizar as economias dos Estados Unidos e da Inglaterra. Além disso, hélices e eixos para equipamentos de aviões de combate foram fabricados em Kępice e Kruszka durante a guerra. Os alemães criaram dois subcampos de trabalho forçado do Terceiro Reich na cidade. Campo de prisioneiros de guerra Stalag II B.
Entre os trabalhadores forçados poloneses, havia uma célula da organização clandestina Odra, que foi desmantelada pela Gestapo em 1944.
Após pesados combates entre 2 e 4 de março de 1945, Keplice foi capturada pelo Exército Vermelho. O equipamento da fábrica foi desmontado pelos russos em 1946/1947.
Após a guerra, a aldeia ficou sob administração polonesa. Começou o processo de deslocamento da população alemã e sua substituição por reassentados do interior e das fronteiras orientais além da Linha Curzon. Nos primeiros meses do pós-guerra, o então vilarejo foi chamado de Businko; e a estação ferroviária, Businko Korzybskie. O nome Kępice foi introduzido por um decreto do Ministério da Administração Pública e Territórios Recuperados de 12 de novembro de 1946.
No lugar da fábrica de papel e da fábrica de celulose desmanteladas, foi inaugurado um curtume em 1957. A Kępickie Zakłady Garbar Kegar empregava até 1 000 trabalhadores e tinha fábricas subsidiárias em Białogard e Dębnica Kaszubska. Elas foram privatizadas em 1996. Em 1958, os trabalhadores do curtume reconstruíram a usina hidrelétrica desmantelada em Kępice. Em 1980, a usina foi entregue para uso da Zakład Energetyczny em Słupsk. Em 1996, seus equipamentos foram completamente modernizados.
Nos primeiros 15 anos do pós-guerra, Kępice era um grupo de pequenos assentamentos. Foi somente em janeiro de 1959 que eles receberam a classificação de assentamento de trabalhadores. Graças ao curtume, a cidade se desenvolveu rapidamente e, em 1 de janeiro de 1967, Kępice recebeu os direitos de cidade.

## Demografia
Conforme os dados do Escritório Central de Estatística da Polônia (GUS) de 31 de dezembro de 2024, Kępice é uma cidade muito pequena com uma população de 3 254 habitantes (37.º lugar na voivodia da Pomerânia e 708.º na Polônia), tem uma área de 6,1 km² (31.º lugar na voivodia da Pomerânia e 805.º lugar na Polônia) e uma densidade populacional de 533 hab./km² (35.º lugar na voivodia da Pomerânia e 571.º lugar na Polônia). Entre 2002–2024, o número de habitantes diminuiu 16,8%.
Os habitantes de Kępice constituem cerca de 3,38% da população do condado de Słupsk, constituindo 0,14% da população da voivodia da Pomerânia.
| Descrição                         | Total      | Total   | Mulheres   | Mulheres | Homens     | Homens  |
| --------------------------------- | ---------- | ------- | ---------- | -------- | ---------- | ------- |
| unidade                           | habitantes | %       | habitantes | %        | habitantes | %       |
| população                         | 3 254      | 100     | 1 634      | 50,2     | 1 620      | 49,8    |
| área                              | 6,1 km²    | 6,1 km² | 6,1 km²    | 6,1 km²  | 6,1 km²    | 6,1 km² |
| densidade populacional (hab./km²) | 533        | 533     | 267,6      | 267,6    | 265,4      | 265,4   |

## Transporte
A estrada da voivodia n.º 208 passa por Kępice. Uma estrada alternativa para a cidade é a estrada local de Ciecholub. A boa qualidade das estradas resulta em um curto tempo de viagem para as cidades próximas (Słupsk, 35 minutos, Miastko, 32 minutos ou Koszalin, 1 hora).
A principal empresa de ônibus que opera as rotas para Kępice é a Pks Bytów. Ela opera linhas para Słupsk e Miastko, bem como linhas escolares para vilarejos próximos.
A linha ferroviária não eletrificada n.º 405 passa pela cidade com duas paradas ferroviárias em Kępice e Kępka, ambas servidas pela transportadora Polregio, mas para usar trens rápidos é preciso ir a Słupsk ou Sławno.

## Comunidades religiosas
- Igreja Católica de Rito Latino:
  - Paróquia de Nossa Senhora do Rosário, rua A.Mickiewicza 6B[14]
- Testemunhas de Jeová
  - Igreja